# Le Secret des Kennedy
Pour plus de détails, voir Fiche technique et Distribution.
Le Secret des Kennedy (Chappaquiddick) est un drame biographique américain réalisé par John Curran, sorti en 2017. Il raconte les événements qui ont suivi l'accident de Chappaquiddick, en 1969, dans lequel le sénateur Kennedy a perdu la maîtrise de son véhicule qui a fini sa course dans un lac, entraînant ainsi la mort de sa passagère, Mary Jo Kopechne.
Le film présenté au Festival international du film de Toronto 2017.

## Synopsis
Se basant sur des comptes-rendus véridiques, documentés lors de l'enquête en 1969, le film aborde le scandale et les événements mystérieux qui entourent la mort de Mary Jo Kopechne, l'ancienne directrice de campagne de Robert Kennedy, survenue après que Ted Kennedy eut perdu la maîtrise de sa voiture sur le tristement célèbre Dike Bridge (État du Massachusetts). Cet événement a non seulement coûté la vie à une future stratège politique proche de Kennedy, mais elle a en fait changé le cours de l'histoire présidentielle, en amenant au grand jour les rouages intimes du pouvoir politique, l'influence de la plus célèbre famille des États-Unis, ainsi que la fragilité de Ted Kennedy, le fils cadet accusé d'avoir laissé mourir Mary Jo Kopechne, dans l'ombre de son héritage familial.

## Fiche technique
Sauf indication contraire, les informations mentionnées dans cette section peuvent être confirmées par la base de données cinématographiques IMDb,  présente dans la section « Liens externes ».
- Titre original : Chappaquiddick
- Titre français : Le Secret des Kennedy
- Réalisation : John Curran
- Scénario : Taylor Allen et Andrew Logan
- Musique : Garth Stevenson
- Direction artistique : Chloe Arbiture et Jonathan Bell
- Décors : John P. Goldsmith
- Costumes : David C. Robinson
- Montage : Keith Fraase
- Photographie : Maryse Alberti
- Production : Mark Ciardi, Chris Cowles et Campbell G. McInnes
- Sociétés de production : Apex Entertainment et DMG Entertainment
- Sociétés de distribution : Entertainment Studios Motion Pictures (États-Unis) ; ACE Entertainment (France)
- Pays de production :  États-Unis,  Suède
- Langue originale : anglais
- Format : couleur
- Genre : drame biographique, thriller
- Durée : 101 minutes
- Dates de sortie :
  - États-Unis : 10 septembre 2017 (Festival international du film de Toronto) ; 6 avril 2018 (sortie nationale)
  - France : 24 janvier 2019 (VOD)

## Distribution
- Jason Clarke (VF : Stéphane Ronchewski) : Ted Kennedy
- Kate Mara (VF : Nathalie Bienaimé) : Mary Jo Kopechne
- Ed Helms (VF : Olivier Cordina) : Joe Gargan
- Bruce Dern : Joseph Patrick Kennedy
- Jim Gaffigan : Paul F. Markham
- Taylor Nichols (VF : Laurent Morteau) : Ted Sorensen
- Clancy Brown (VF : Michel Dodane) : Robert McNamara
- Olivia Thirlby : Rachel Schiff
- Lexie Roth : Nance Lyons
- John Fiore : chef Arena
- Vince Tycer : David Burke
- Andria Blackman : Joan Bennett Kennedy
- Tamara Hickey : Marilyn Richards
- Alison Wachtler : Liz Trotta
- Victor Warren : Stephen Edward Smith
- Donald Watson : Dr. Watt
- Matthew Lawler : Dun Gifford
- Angela Hope Smith : Maryellen Lyons
- David De Beck : Sargent Shriver
- Patrick Sheehan : John V. Tunney

## Production
Le 14 décembre 2015, on annonce que Sam Taylor-Johnson dirigera le film, mais elle se désistera par la suite. Le 25 avril 2016, on apprend que Jason Clarke tiendra le rôle de Ted Kennedy, avec John Curran comme réalisateur. Le 7 juillet, 2016, Kate Mara et Ed Helms rejoignent la distribution pour jouer respectivement Mary Jo Kopechne et Joe Gargan (le cousin de Ted Kennedy). Le 20 juillet 2016, Bruce Dern est retenu pour le rôle de Joseph P. Kennedy Sr, suivi, le 31 août, par Jim Gaffigan et Olivia Thirlby.
Le tournage commence le 7 septembre 2016[réf. nécessaire].

## Accueil

### Sortie
Le 8 septembre 2017, Entertainment Studios a acquis les droits de distribution du film qui a été présenté au Festival international du film de Toronto 2017, le 10 septembre 2017. Le film est initialement programmé pour l'ouverture de la saison des Prix de la presse, le 8 décembre 2017, mais sa sortie a par la suite été reportée au 6 avril 2018.

### Critiques
Sur l'agrégateur de sites Rotten Tomatoes, le film reçoit une cote d'approbation de 80 %, basée sur 117 avis, et une note moyenne de 7.1⁄10. Sur Metacritic, qui attribue une notation normalisée à des critiques, le film obtient une note moyenne de 64 sur 100, basée sur 7 critiques, avec "des critiques généralement favorables".
Todd McCarthy, qui travaille au Hollywood Reporter, a qualifié le film de méthodique mais manquant de passion : « Il est peu probable que beaucoup d'Américains de moins de 40 ans aient simplement entendu le nom de Chappaquiddick, ce qui pourrait justifier que l'on fasse un film sur ce sujet. Cependant la tragédie du 18 juillet 1969 (…) nécessitait un traitement bien plus énergique et plus incisif que celui qu'il a reçu dans cette narration sobre mais un peu plate. ».[réf. souhaitée]